# Балули, Фарес
Фаре́с Балули́ (фр. Farès Bahlouli; род. 8 апреля 1995, Лион) — французский футболист, полузащитник.

## Клубная карьера
Балули — воспитанник клуба «Олимпик Лион» из своего родного города. 12 мая 2013 года в матче против «Пари Сен-Жермен» он дебютировал в Лиге 1, заменив во втором тайме Бафатемби Гомиса. Летом 2015 года Фаре перешёл в «Монако». Сумма трансфера составила 3 млн евро. 22 августа в поединке против «Тулузы» он дебютировал за монегасков. 10 апреля 2016 года в поединке против «Лилля» Балули забил свой первый гол за «Монако». Летом того же года он для получения игровой практики Фаре на правах аренды перешёл в льежский «Стандард», но так и не дебютировал за бельгийский клуб.
В начале 2017 года Балули перешёл в «Лилль». 14 мая в матче против Монако он дебютировал за новую команду.
9 марта 2021 года стал игроком украинского клуба «Металл», который в июне того же года был переименован в «Металлист». 10 марта дебютировал за команду в матче против «Полесья». В 2021 году был капитаном «Металлиста».
2 сентября 2022 года перешёл из «Металлиста» в «Днепр-1».

## Международная карьера
В 2015 году в составе сборной Франции среди игроков до 20 лет Балули принял участие в Турнире в Тулоне, который французы выиграли.